# La Tropa Loca
La Tropa Loca es un grupo mexicano de rock y balada, fundado a finales de 1967 en la Ciudad de México.
Por sus incursiones en diversos estilos musicales y fusión de ritmos, en algunos discos se les considera pioneros de lo que hoy se conoce como "onda grupera” en su país.[cita requerida]
En sus inicios, grabaron covers de rock, aunque posteriormente pasaron a interpretar baladas románticas. En 1973, alcanzaron el éxito a nivel nacional con los temas "Un sueño" (de la autoría del mexicano Elbert Moguel) y "Engaño" (del cantautor Josué).[cita requerida]

## Historia

### Sus inicios
Originarios de la colonia Jardín Balbuena, de la Ciudad de México, Federico Espinoza conoció a Juan José Caballero a raíz de una presentación de Los Silver Rockets (de Óscar Cossio Flores) en una fiesta familiar en 1962. Tiempo después, su amigo Rubén Alvarado le sugirió que formasen un grupo musical. Aceptó a pesar de no dominar instrumento musical alguno. Fue a buscar a los otros tres integrantes de la futura agrupación, quienes resultaron ser ni más ni menos que Juan José Caballero Porras, José Luis Hernández Delgado y Jorge Gándara García, y de inmediato comenzaron a ensayar.[cita requerida]
En marzo de 1967, lograron su primera presentación, al actuar en una fiesta de 15 años, donde cobraron $800.00 pesos. Sin ningún nombre fijo, se presentaron en diversas fiestas, bajo nombres como "Los Thunderbirds", "Las Gotas de la Inspiración" y "Los Mods", aproximadamente por espacio de un año. Al existir otro grupo con el nombre de los “Mods” en la capital, fueron a reclamar la propiedad del nombre, y de este modo conocieron a Marcos Lizama (productor musical), quien los invitó a una audición con altos directivos de la compañía Emi Capitol. La audición fue exitosa, ya que casi inmediatamente se les permitió grabar un disco LP ya con el nombre de "La Tropa Loca", del cual surgieron tres temas, que se colocaron en las listas de popularidad. Dichos temas fueron: Molino al viento, Suena tremendo (original de Rocky Roberts) y Punto final (de Enrique Franco Cervera). Lograron grabar un disco LP por año, y en el tercer disco lograron éxitos como "Cándida" y "Toca tres veces", versiones de éxitos estadounidenses del grupo de Tony Orlando y Dawn.. Lograron un número importante de ventas del disco.[cita requerida]

### Éxitos nacionales
Fue en 1973 cuando, bajo un formato de balada, grabaron los dos temas que los consagrarían en el gusto popular: Engaño y Un sueño. Poco después, en 1974, lanzaron los temas: "Novia linda", "Adiós, amigo" y "La batalla del 5 de Mayo" (un cóver de "La batalla de Nueva Orleans", de Jimmie Driftwood, grabada previamente por Los Sinners, con el título "La batalla" y con una letra diferente, que aborda las relaciones de pareja hombre-mujer con una perspectiva jocosa y machista), y consiguieron presentaciones en distintas partes de la República e incluso en los Estados Unidos.[cita requerida]
Sin embargo, a pesar del apoyo de la disquera, al permitirles grabar 9 LP más, su popularidad decreció notablemente, por lo que hacia 1978 emigraron al sello discográfico Discos Chapultepec, donde los dirigió Edgardo Obregón. Allí, sólo destacaron los temas: "Está sellado" y "He Perdido". Fue al año siguiente cuando decidieron cambiar nuevamente de casa grabadora, y se integraron a Discos Orfeón, donde retomaron el rumbo al lanzar los temas "La rocanrolera" y, poco después, su tema "La futbolera", así como "La cumbia del Metro", "Duro duro, Durazo", "Cuándo aprenderás" y muchas más. Pese a que en 1977 José Luis se había separado ya del grupo para formar el suyo propio, en 1980 decidió regresar a la alineación original, debido a la salida de Francisco Tijerina, quien durante la ausencia de José Luis fungió como cantante y se retiró al casarse. Durante los años siguientes, los cambios de integrantes fueron algo común, por lo que la alineación actual sólo conserva a Juan José Caballero P. y a Federico Espinoza N. Sus actuaciones son relativamente regulares, a la fecha del presente artículo.[cita requerida]

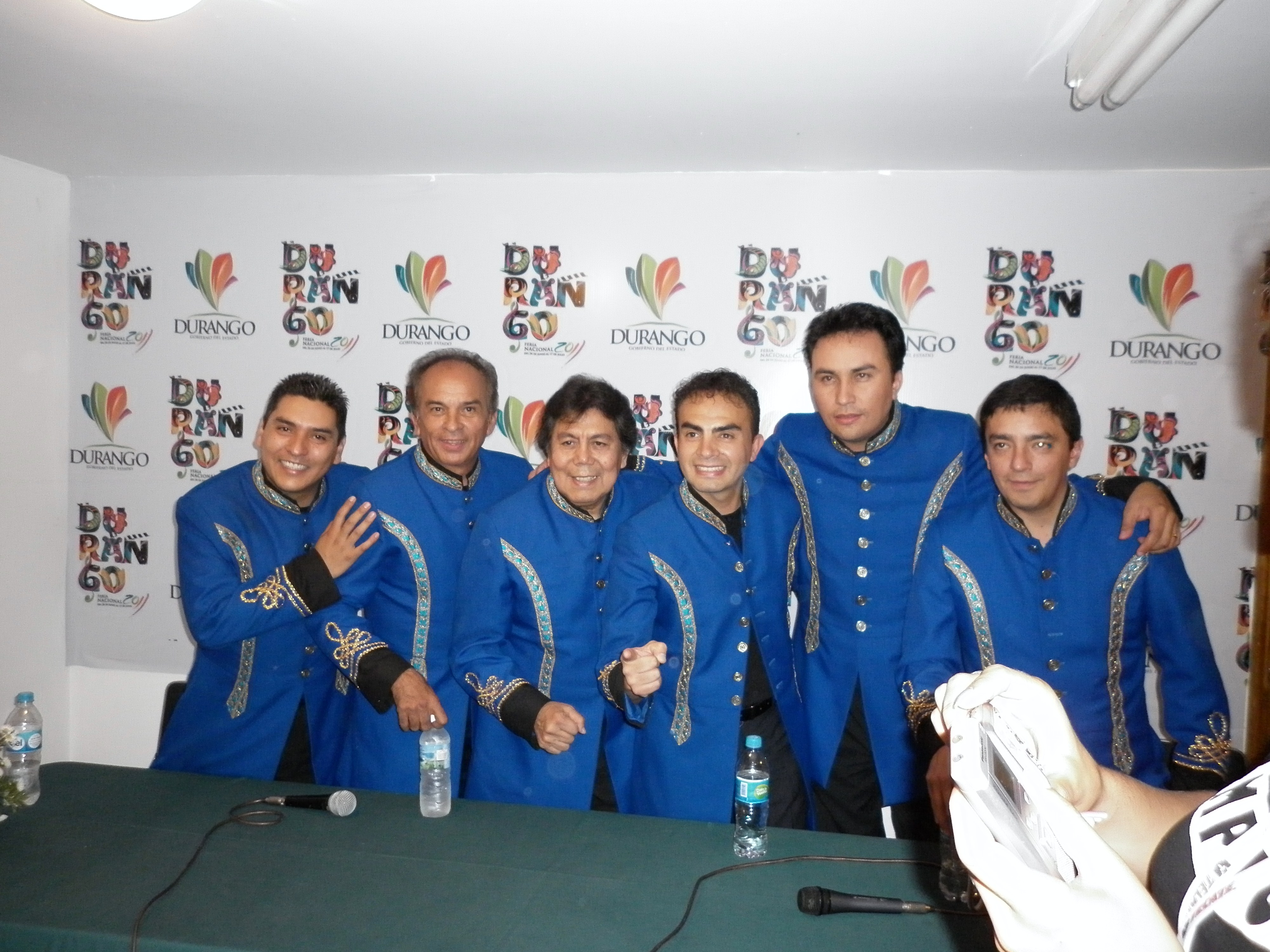
La Tropa Loca

## Éxitos
- "Un sueño" (1973)
- "Engaño" (1973)
- "Punto final"
- "Suena tremendo"

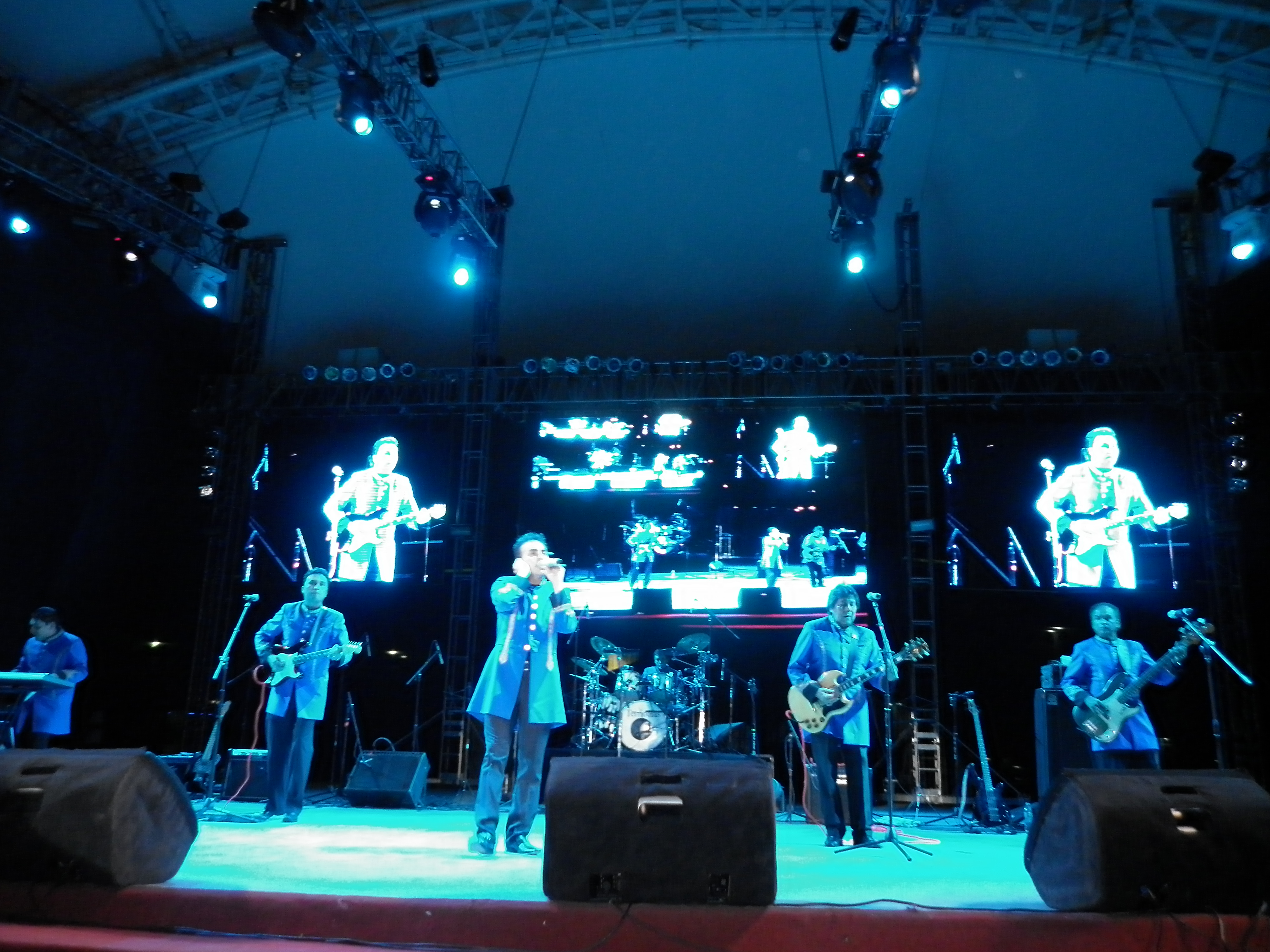
La Tropa Loca, en vivo.

- "La Batalla del 5 de mayo" (1974) Un cover de la canción de Johnny Horton, "The Battle of New Orleans".
- "Yoli Yoli"
- "Molino al viento" (1968)
- "El fanático" (tema original del grupo)
- "Lo haré" ("I will", de Lennon-McCartney)
- "Chica temerosa"
- "Novia linda" (de Norberto Lozano)
- "La balada de John y Yoko"
- "Canta, muchacho, canta"
- "El gran paso"
- "Toca tres veces"
- "Cándida"

## Otros temas
- "Lago indio"
- "Dulce y azúcar"
- "Como un juguete"
- "Adiós, amigo"
- "Chica temerosa"
- "Sonaba la guitarra"
- "Mary"
- "Soy feliz I y II"
- "Banda viajera"
- "El cafre"
- "Anabelle"
- "Sansón y Dalila"
- "Supersábado"
- "Luna solitaria"
- "Llora tu corazón"

## Discografía
Con el nombre de Los Mods, grabaron a principios de 1968 cuatro temas en Discos Cisne, ya desaparecida, temas que son inéditos. Grabaron 10 LP en Discos EMI Capitol (momento en que dieron al grupo el nombre actual) entre 1968 y 1976; de esos discos, los temas "El fanático" y "Molino al viento" fueron dos de las primeras piezas grabadas, esta última un gran éxito. Posteriormente, grabaron algunas piezas en Orfeón. A la fecha del presente artículo, todos los discos de Capitol se han convertido en discos muy buscados por coleccionistas, debido a su difícil localización, a los tirajes limitados y a que contienen versiones muy singulares que el grupo realizó a temas de la época. Lo mismo sucede con discos de otros grupos firmados por Capitol (hoy, EMI Music) en la misma época, como Los Shippy's, Los Pulpos, El Tarro de Mostaza y varios más.[cita requerida]
Algunos de sus discos más importantes son:
- Viva (1968): Discos Capitol

- La Tropa Loca Vol. II (1969): Discos Capitol
- Banda viajera (1970): Discos Capitol
- Un sueño (1973): Discos Capitol
- La batalla del 5 de Mayo (1974): Discos Capitol

En formato de LP y cassette, apareció en 1984 una compilación del grupo, realizada por EMI Capitol, titulada "Un sueño de éxitos".
Y en 1998 EMI Music lanzó en cassette y CD el álbum titulado Mis momentos, con reedición a mediados del 2003, que incluía 18 piezas pertenecientes a las primeras grabaciones del grupo con algunos de sus grandes éxitos, material que a esta fecha está agotado. En el mes de abril del 2008, se reeditaron varias de sus principales grabaciones originales y todos sus éxitos en un CD especial, titulado 30 Éxitos de La Tropa Loca por parte de su disquera EMI Music México.[cita requerida]

## Integrantes
- José Luis Hernández Delgado (cantante)
- Jorge Gándara (requinto)
- Juan José Caballero Porras (bajo)
- Esteban Sánchez Hernández ("El Susano") (batería)
- Federico Espinoza (acompañamiento)
- Francisco Tijerina (coros y cantante
- Gustavo Rosales (trombón)

## Premios
Como artistas exitosos han recibido diversos trofeos, discos de oro y otros reconocimientos por su gran trayectoria musical, otorgados por ejemplo, por la compañía disquera en que iniciaron, una prestigiada firma: Discos Capitol y emisoras de radio tan prestigiadas como la desaparecida XEJP-AM Radio Variedades 1150 AM.
Es importante mencionar que su interpretación de "Un Sueño" permaneció en las listas de popularidad de México en los primeros lugares durante casi 1 año, siendo el mayor éxito en español, en el año de 1973.

## Actualidad

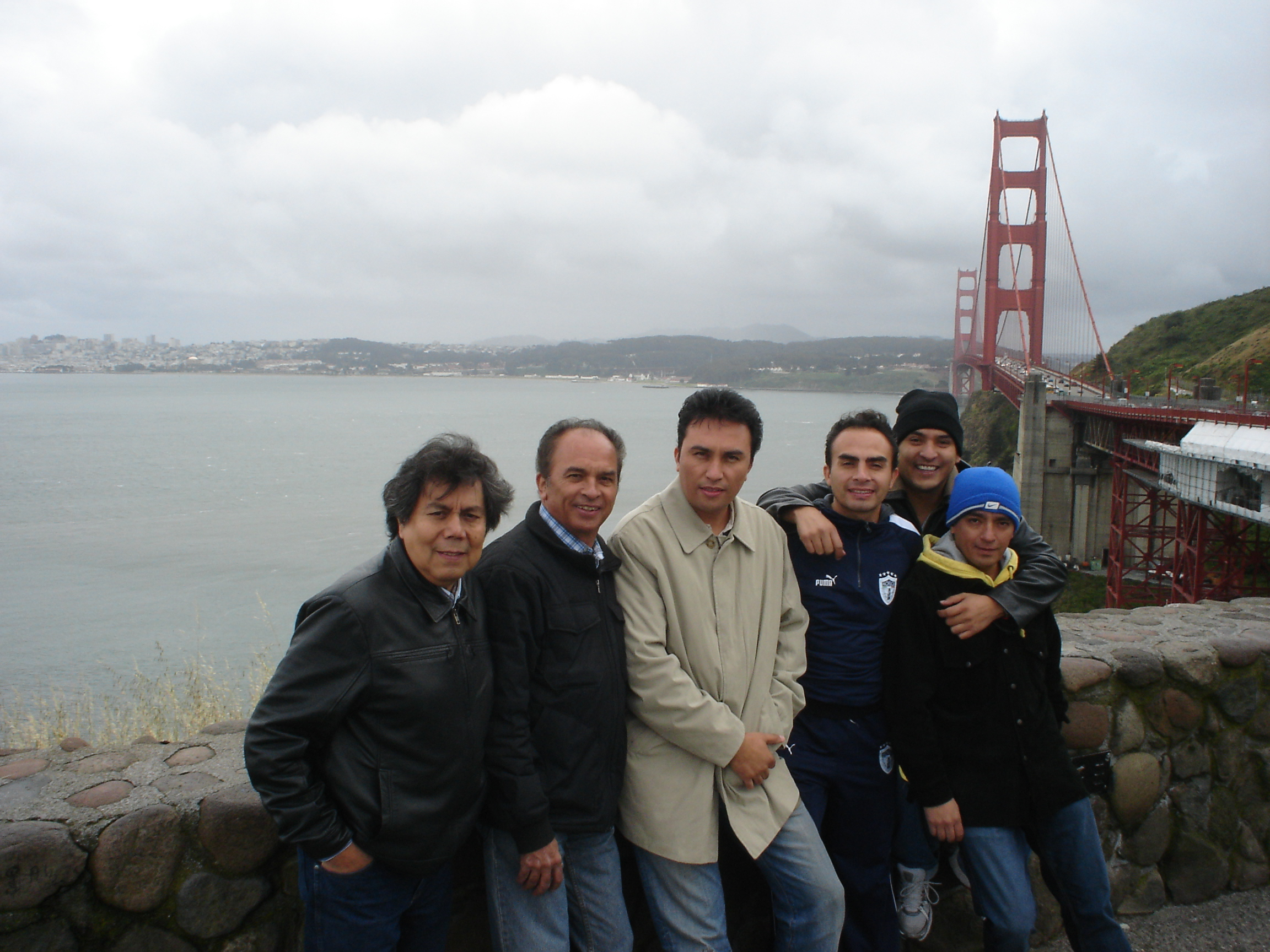
La Tropa Loca, en San Francisco, California, Estados Unidos.

Continúan en el grupo dos integrantes originales que son, en realidad, los fundadores de la agrupación: Juan José Caballero, en el bajo (quien tocó en Los Silver Rockets y en Los Demonios del Twist), y Federico Espinoza, en el acompañamiento, junto con los nuevos integrantes, Mario Luis Hernández, vocalista e hijo de José Luis Hernández, el primer cantante del grupo; Juan Ángel Caballero, la primera guitarra; Alan Cabrera, el tecladista, y Jaime Ricardez, el baterista. Se presentan continuamente en México. En el 2007, grabaron un disco en vivo en el Teatro Principal de Puebla de los Ángeles.[cita requerida]
En abril del 2010, realizaron una presentación especial en el Auditorio Nacional de la Ciudad de México, y durante el 2011 realizaron giras por los Estados Unidos y México. Anunciaron que a finales del 2011 saldría a la venta su más reciente material discográfico, con algunos covers y temas inéditos.[cita requerida]